# نیومل (میزوری)
نیومل (به انگلیسی: New Melle) یک شهر در ایالات متحده آمریکا است که در شهرستان سنت چارلز، میزوری واقع شده‌است. نیومل ۴٫۱۷ کیلومتر مربع مساحت و ۴۷۵ نفر جمعیت دارد و ۲۳۵ متر بالاتر از سطح دریا واقع شده‌است.

## خواهرخوانده
شهر مله، آلمان خواهرخواندهٔ نیومل، میزوری هست.